# Офіцер систем озброєння

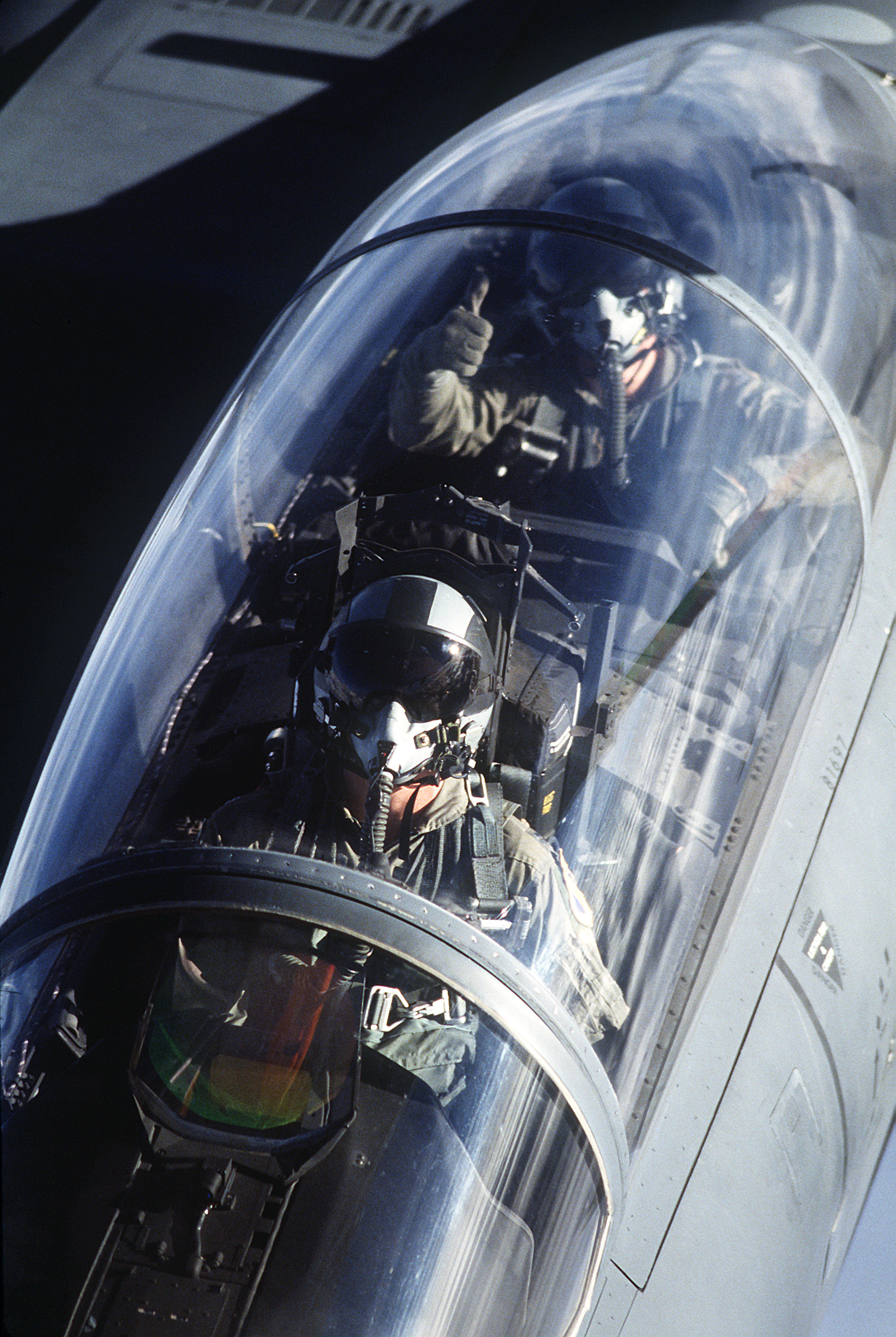
Вид на кабіну F-15E з танкера ; Видно пілота та WSO

Офіцер із систем озброєння (WSO - Weapon Systems Officer та застаріле RIO - Radar Intercept Officer) також, серед пілотів «Wizzo» — це офіцер, який безпосередньо бере участь у контролі всіх повітряних операцій і систем озброєння військового літака.
Історично склалося так, що обов’язки екіпажу військових літаків були вузькоспеціалізованими та жорсткими, оскільки відповідні елементи керування, прилади/дисплеї та/або зброя були зосереджені перед окремими сидіннями, панелями чи позиціями. Це включало двомісні варіанти винищувачів або штурмовиків/ударних літаків (включаючи типи кінця 20-го століття, такі як F-4 Phantom II, A-6 Intruder, F-111 Aardvark, F-14 Tomcat, Panavia Tornado, Су-24 і Су-30МК,  Dassault Mirage 2000N/2000D ).
Починаючи з 1970-х років, літаки з двома членами екіпажу, такі як F-15E Strike Eagle, F/A-18F Super Hornet або Су-34 і Dassault Rafale B, часто мали програмовані багатофункціональні дисплеї . Ці дисплеї дозволяють літакам бути більш гнучкими, ніж літаки попереднього покоління. Кілька членів екіпажу можуть відповідати за виявлення, націлювання та ураження повітряних або наземних цілей, засобів зв’язку, каналів передачі даних та/або захисних систем. Ролі можна налаштувати залежно від досвіду, знань, робочого навантаження, тактики та використовуваної зброї. Зазвичай пілоти несуть відповідальність за керування літаком у тактичних ситуаціях. Однак екіпажі спеціальних бомбардувальників зазвичай зберігають чіткі, чітко визначені та звичайні ролі.

## Галерея

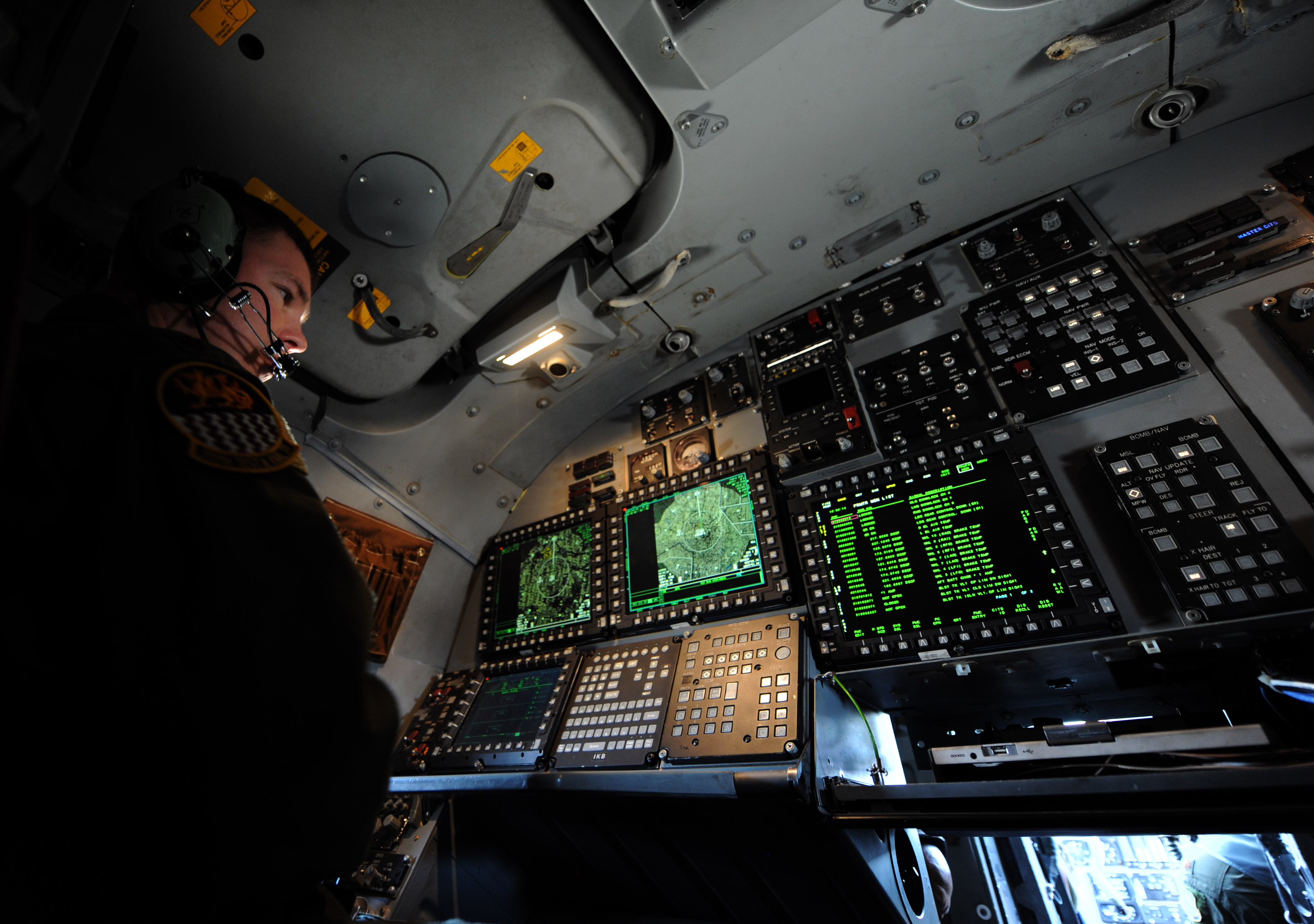
B-1B Lancer WSO
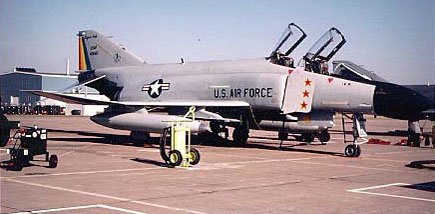
F-4 з тандемним пілотом і відкритими куполами WSO
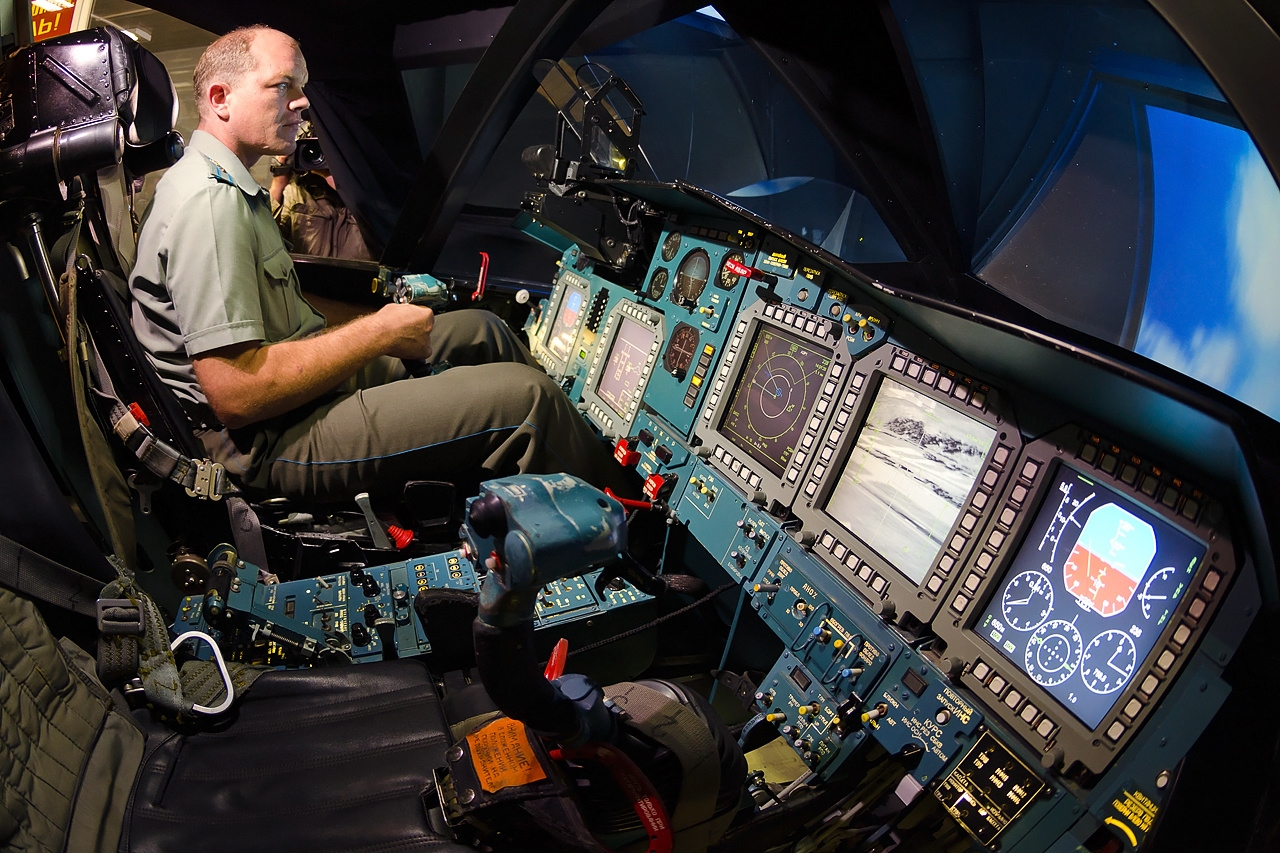
Місця пілота Су-34 і WSO в симуляторі
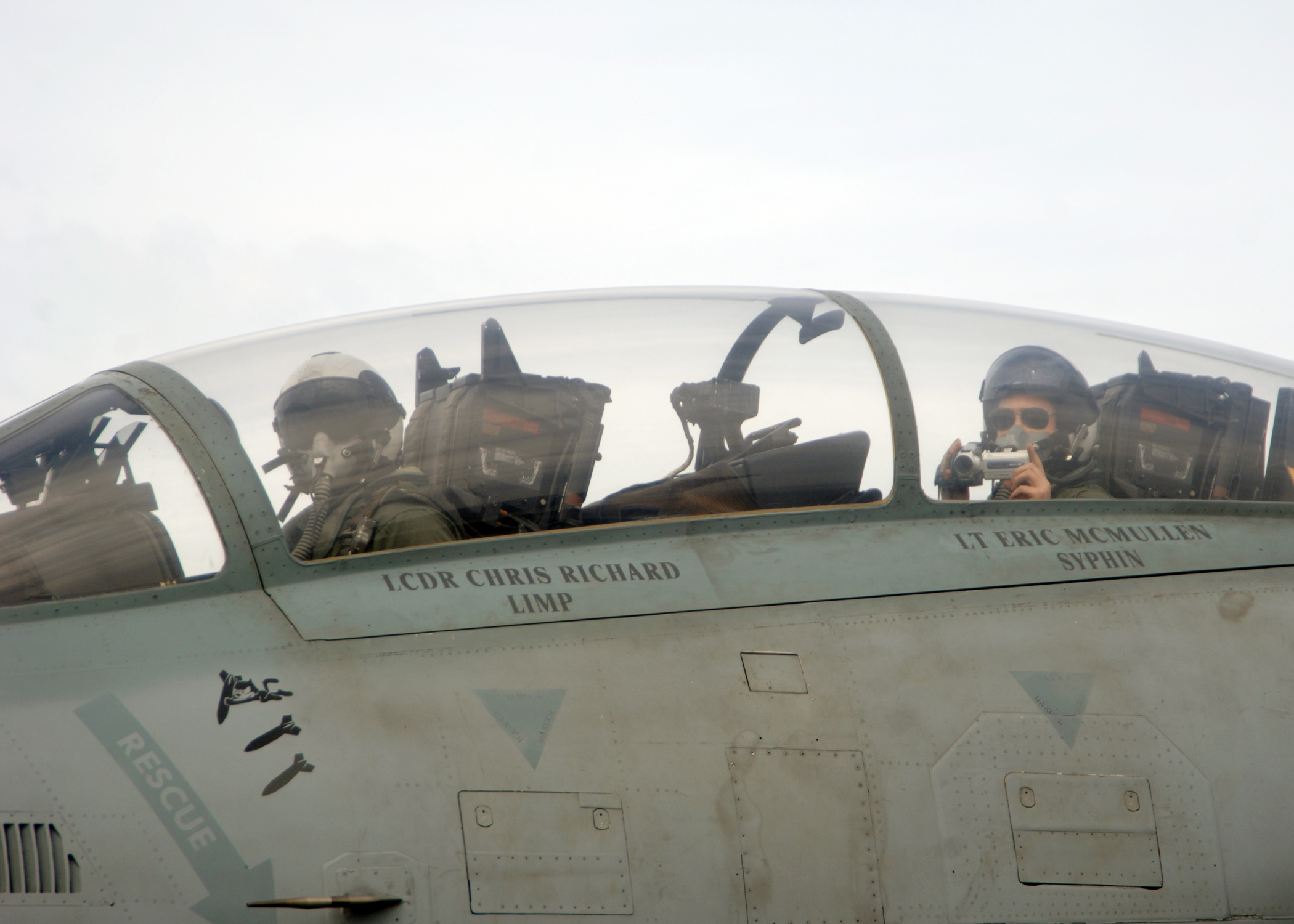
F-14 пілот і RIO